# Шерипбаева, Нафиса Умирбек кизи
Нафиса Умирбек кизи Шерипбаева (узб. Nafisa Umirbek qizi Sheripboeva; род. 8 ноября 2001 года, Узбекистан) ― узбекская дзюдоистка-паралимпиец, выступающая в весовой категории до 57 кг и до 63 кг. Бронзовый призёр Летних Паралимпийских игр 2020 года, призёр Параазиастких игр, победительница и призёр Чемпионатов Азии, этапов Гран-при по дзюдо.

## Карьера
В 2017 году на этапе Кубка мира по дзюдо среди слепых и слабовидящих в Ташкенте заняла лишь седьмое место. Однако на Чемпионате Азии по дзюдо среди слепых и слабовидящих в Ташкенте выиграла золотую медаль в весовой категории до 57 кг, победив в финале Айтсарафон Хваенгмуанг из Таиланда. В 2018 году на Летних Параазиатских играх в Джакарте (Индонезия) в весовой категории до 57 кг завоевала серебряную медаль, проиграв в финале китайской дзюдоистке Жилян Лин.
В 2019 году на этапе Гран-при в Баку (Азербайджан) завоевала золотую медаль в весовой категории до 63 кг. На Чемпионате Азии по дзюдо среди слепых и слабовидящих в Атырау (Казахстан) в своей весовой категории завоевала серебряную медаль, проиграв Юэ Ван из Китая. На этапе Гран-при в Ташкенте выиграла золотую медаль, победив в финале японскую дзюдоистку Хироко Кудо.
В 2021 году на этапе Гран-при по дзюдо среди слепых и слабовидящих в Уорик (Великобритания) выиграла серебряную медаль в своей весовой категории и таким образом получила лицензию на Паралимпийские игры. На Летних Паралимпийских играх в Токио (Япония) в весовой категории до 63 кг выиграла бронзовую медаль, победив в борьбе за медаль Марту Арсегу из Испании. В этом же году указом президента Узбекистана Шавката Мирзиёева Нафиса награждена медалью «Жасорат».